# 納吉布·米卡提
納吉布·阿兹米·米卡提（阿拉伯语：‎，羅馬化：Najīb ʿAzmī Mīqātī；1955年11月24日—），黎巴嫩政治家、商人，曾三度担任黎巴嫩总理並於2022年開始代理黎巴嫩總統，直至2025年新总统约瑟夫·奥恩当选并就职。

## 生平
米卡提曾於2005年4月15日由總統埃米尔·拉胡德委任，接任奧馬爾·卡拉米總理一職，卡拉米於3月受到反對派持續7星期的壓力而被迫辭職。米卡提和其他總理一樣，也是遜尼派伊斯兰教徒，不過他就任總理三個月之後，亦步上辭職的後塵，於7月19日交由福阿德·西尼乌拉接任總理。
米卡提1980年在貝魯特美國大學取得工商管理碩士學位，1989年於美國哈佛大學取得博士學位。其後成立米卡提集團，於阿拉伯國家經營電訊業務。
1998年12月4日，米卡提被委任為公共工程部長。2000年，他被選為的黎波里市的國會議員，其票數超過另一當選者卡拉米。在政治立场上，他比較親敘利亞，但強調個人並非為敍利亞的傀儡。
2011年1月12日，由于在黎巴嫩前总理拉菲克·哈里里遇刺案的调查工作上存在严重分歧，以真主党为首的“3·8”联盟的10名部长和另一名部长宣布辞职，导致黎巴嫩国民团结政府解体。黎巴嫩总统米歇尔·苏莱曼24日召集议员选举新总理，25日受真主党支持的他当选为新总理。

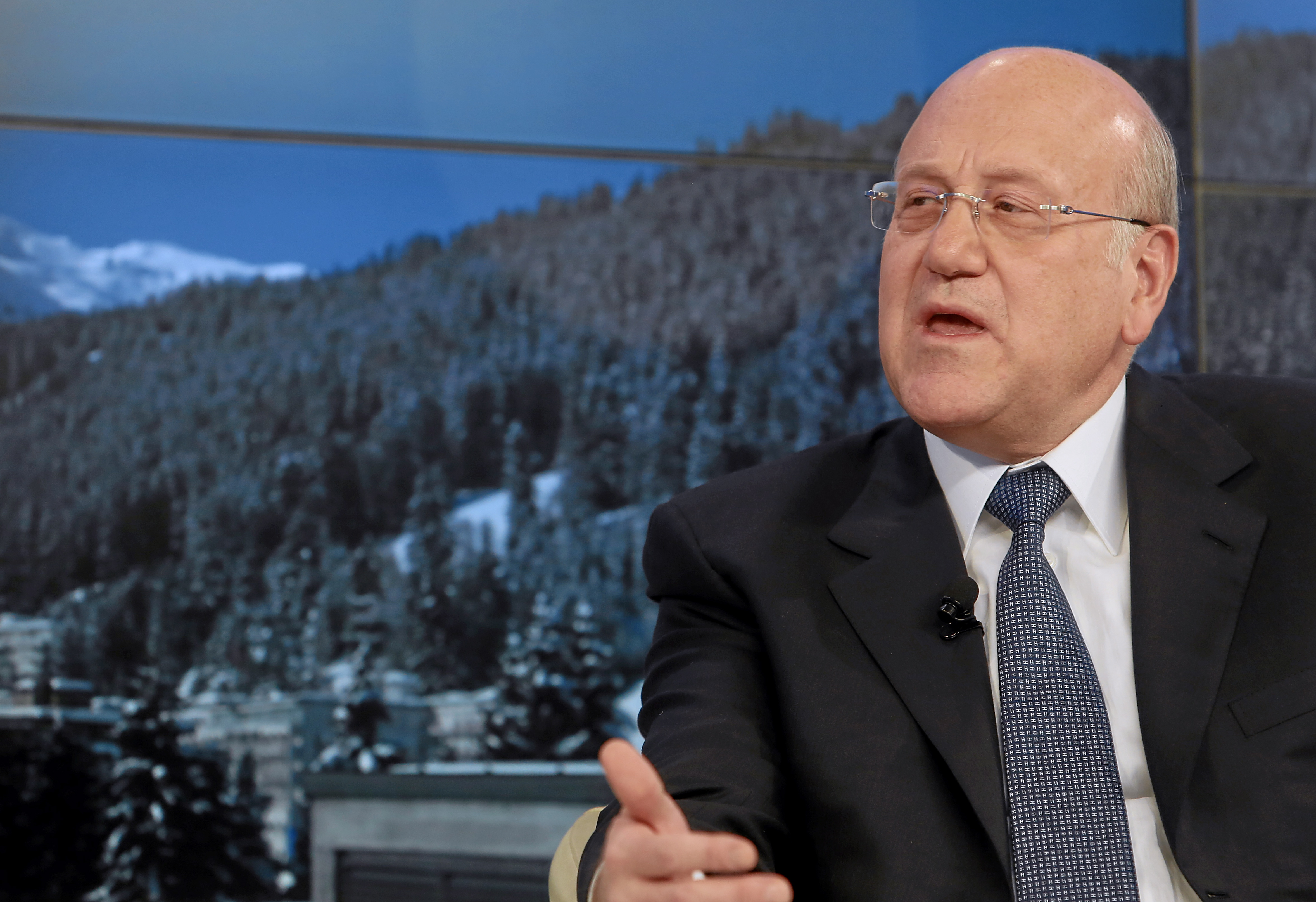
纳吉布·米卡提出席2013年世界经济论坛

当地时间2021年7月26日，纳吉布·米卡提在黎巴嫩总统米歇尔·奥恩主持召开的会议上获得118名议员中的72人支持，被任命为黎巴嫩总理，负责组建新内阁。

## 外部連結
- 納吉布·米卡提的X（前Twitter）
- 納吉布·米卡提的Facebook專頁

| 黎巴嫩政府职务         | 黎巴嫩政府职务                 | 黎巴嫩政府职务           |
| ---------------------- | ------------------------------ | ------------------------ |
| 前任者： 奧馬爾·卡拉米 | 黎巴嫩总理 2005年              | 繼任者： 福阿德·西尼乌拉 |
| 前任者： 萨阿德·哈里里 | 黎巴嫩总理 2011年6月—2014年2月 | 繼任者： 塔馬姆·薩拉姆   |